# Emna Belhadj Yahia
Pour les articles homonymes, voir Belhaj et Yahya.
Emna Belhadj Yahia ou Emna Belhaj Yahia, née le 30 septembre 1945 à Tunis, est une enseignante, philosophe et écrivaine tunisienne de langue française.

## Biographie
Née le 30 septembre 1945 à Tunis, issue d'une famille de théologiens par sa mère (dont son grand-père) et de la bourgeoisie commerçante par son père, elle suit des études supérieures en philosophie en France, obtenant un diplôme d'études supérieures de philosophie à la faculté des lettres de Paris. Elle s'inscrit en thèse à l'École pratique des hautes études, avec Jacques Berque, mais ne termine pas ce cursus. Les événements de mai 68 croisent ce parcours à l'université parisienne. 
Elle enseigne ensuite quelques années la philosophie en Tunisie, avant de devenir responsable scientifique à l'Académie tunisienne des sciences, des lettres et des arts,. Elle milite aussi au sein d'un groupe féministe, puis à la Ligue tunisienne des droits de l'homme, avant de se consacrer à l'écriture et aux romans. La révolution de 2011, mais aussi, dans les années qui ont suivi, la montée de partis religieux conservateurs et la remise en cause par ces partis de certaines libertés acquises par les femmes, l'amènent à une réflexion qu'elle formalise notamment dans l'ouvrage Tunisie, questions à mon pays, en 2014,. Elle s'intéresse également au statut de la langue française chez les romancières francophones maghrébines.

## Publications
- Chronique frontalière, Paris, Noël Blandin, 1991, 234 p. (ISBN 978-2907695282).
- L'Étage invisible, Paris, Joëlle Losfeld, 1997, 176 p. (ISBN 978-2909906751).
- Tasharej, Paris, Balland, 2000, 139 p. (ISBN 978-2715812987).
- « Une fenêtre qui s'ouvre », dans Leïla Sebbar, Emna Belhadj Yahia, Rajae Benchemsi, Maïssa Bey et Cécile Oumhani, À cinq mains, Tunis, Elyzad, 2007 (ISBN 978-9973580047), p. 25-43.
- « Rouge à lèvres et brioche au chocolat », dans Sophie Bessis et Leïla Sebbar, Enfances tunisiennes, Tunis, Elyzad, 2010 (ISBN 978-9973580320), p. 55-66.
- Jeux de rubans, Tunis, Elyzad, 2011, 210 p. (ISBN 978-9973580412).Prix Comar d'or 2012
- Tunisie, questions à mon pays, Paris, Éditions de l'Aube, 2014, 160 p. (ISBN 978-2815909365).
- En pays assoiffé, Paris, Éditions Des femmes, 2021, 224 p. (ISBN 978-2721009029).
- « En Tunisie, la joie d'un peuple qui n'en pouvait plus de suffoquer », Le Monde,‎ 9 août 2021 (ISSN 0395-2037, lire en ligne, consulté le 10 août 2021).
- « Comment bâtir sur un paysage marin », dans Emna Belhadj Yahia et Sadok Boubaker, La Méditerranée tunisienne, Paris, Maisonneuve et Larose, coll. « Représentations de la Méditerranée », 2000 (ISBN 978-2706814488).